# Tombe de la Fustigation

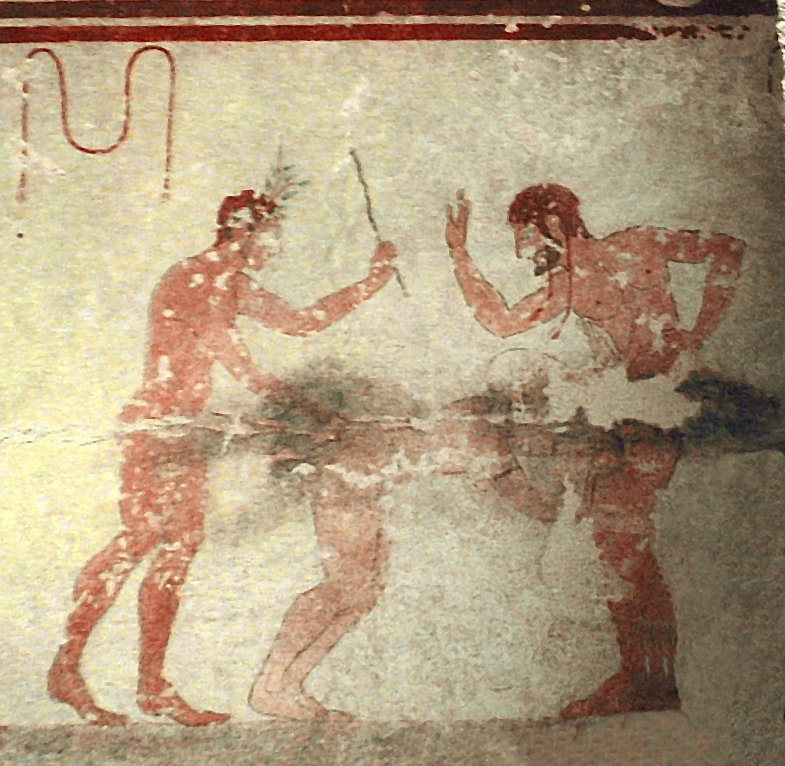
Scène de fellation et de sodomie.

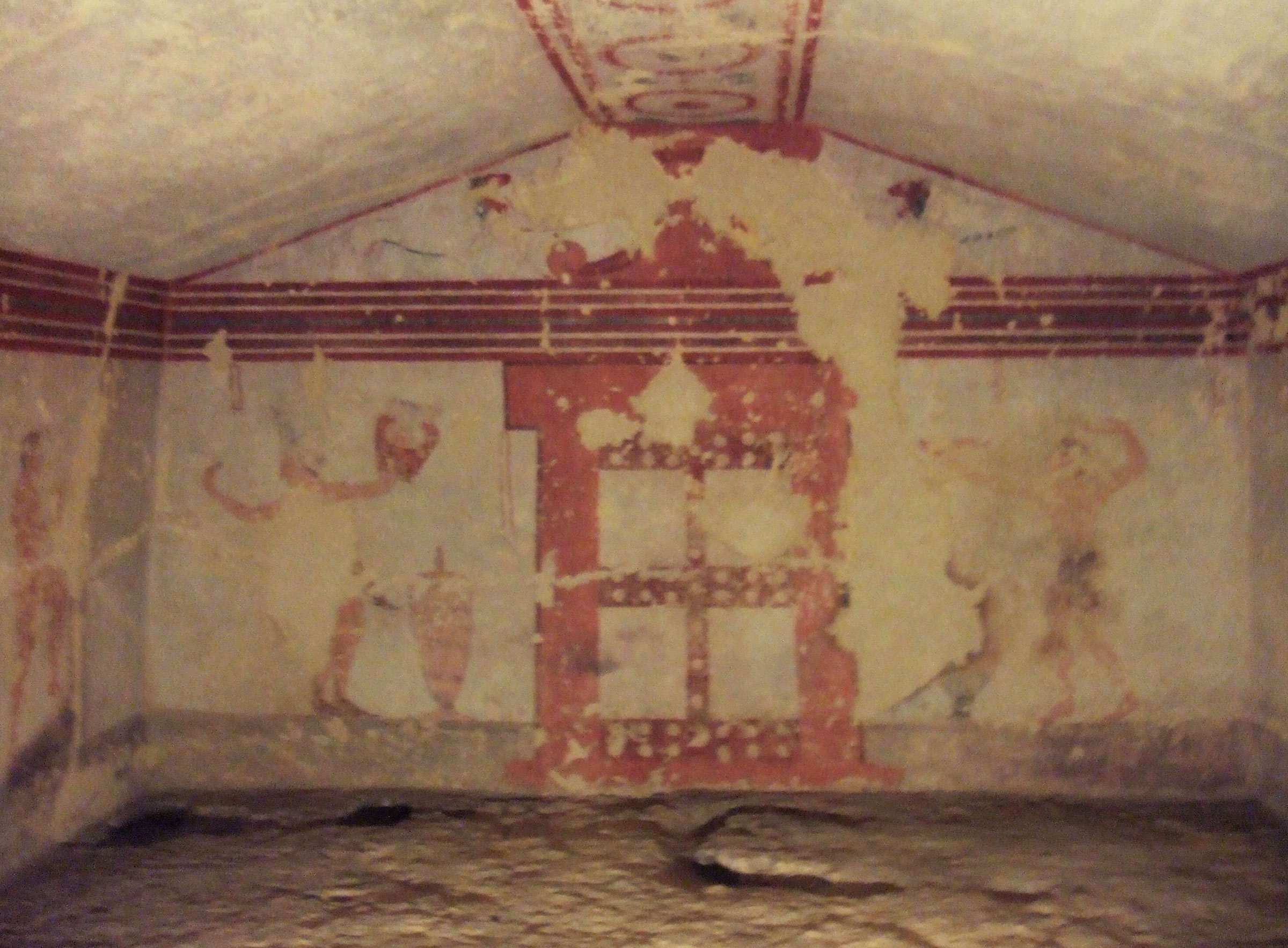
Scènes de danse de part et d'autre de la porte des Enfers étrusques.

La tombe de la Fustigation (en italien Tomba della Fustigazione)  est l'une des  tombes étrusques peintes de la nécropole de Monterozzi, proche de la ville de Tarquinia. 

## Description
Datée du Ve siècle av. J.-C., cette tombe à chambre unique  à toit à double pente et poutre centrale (tombe « a camera ») a été découverte récemment, en 1960, et elle doit son nom principalement à deux scènes érotiques (complétées d'autres  scènes, de danse et de musique de part et d'autre de la porte vers l'au-delà).
Comme toutes les tombes visitables du site, son accès est aménagé par une cabane en surface, qui, après  la descente  d'un escalier  aboutissant à une porte blindée vitrée, permet  de visualiser les fresques éclairées par un système commandé manuellement.